# Signori del male
I Signori del male (Masters of Evil) sono un gruppo supercriminali dei fumetti, creato da Stan Lee (testi) e Jack Kirby (disegni), pubblicato dalla Marvel Comics. La prima apparizione avviene in The Avengers (prima serie) n. 6 (1964).
Sono ritenuti la controparte malvagia degli Avengers, avendo ospitato tra le loro file tutti i peggiori criminali che i supereroi Vendicatori hanno affrontato singolarmente.

## Storia del gruppo

### La prima formazione (Barone Zemo I)
Dopo una lotta contro Namor il Submariner, gli Avengers ritrovano il corpo congelato di Capitan America, il quale, dopo essersi risvegliato da un lungo sonno, si unisce al gruppo. Dopo esserne venuto a conoscenza, il Barone Heinrich Zemo, l'uomo che ha causato la morte di Bucky e quella apparente di Capitan America, decide di formare un'alleanza per uccidere nuovamente la sua storica nemesi. Zemo ingaggia una squadra composta da Melter (storico rivale di Iron Man), l'Uomo Radioattivo (nemesi di Thor) e dal primo Cavaliere Nero (rivale di Giant-Man) per disperdere l'adesivo X nelle strade di New York, costringendo gli Avengers ad intervenire per combatterli.
Il loro primo incontro non ha un esito positivo: gli Avengers riescono a sconfiggere tutti i membri dei Signori del Male e a consegnarli alle autorità. Solo il Barone Zemo riesce a scappare dai nemici. Con l'intento di ritrovarsi nuovi alleati, Zemo stringe una coalizione con Amora l'Incantatrice ed Esecutore. Insieme, il trio tenta ripetutamente di sconfiggere i Vendicatori, utilizzando le loro conoscenze scientifiche per creare un altro membro: Wonder Man. Quest'ultimo è Simon Williams, un uomo caduto in disgrazia per colpa della ricchezza di Tony Stark. Deciso a vendicarsi dell'eroe corazzato, Simon diventa Wonder Man grazie al Barone Zemo. Infiltratosi negli Avengers, Williams riesce a sconfiggerli dall'interno, ma poi decide di rivoltarsi contro i Signori del Male, sconfiggendoli e morendo durante lo scontro.
Zemo riesce tuttavia a scappare durante il caos della battaglia finale, stringendo alleanze anche con Immortus e altri loschi individui. Rimesso assieme il gruppo originale composto da Melter e dal Cavaliere Nero, il Barone muore in Amazzonia durante un combattimento contro Capitan America, mentre gli altri due criminali vengono consegnati alle autorità subito dopo uno scontro con i Vendicatori svoltosi a New York. I Signori del Male, senza più un leader e componenti, scompaiono dalla circolazione.

### La seconda formazione (Ultron-5)
Diverso tempo dopo, una nuova squadra di Signori del Male viene formata da Ultron, un'intelligenza artificiale creata da Golia che, dopo aver adottato l'identità di Crimson Cowl stringe alleanze con Melter, l'Uomo Radioattivo, Klaw il terribile signore del suono, Turbine e il nuovo Cavaliere Nero, Dane Whitman, per distruggere i Vendicatori. Il piano va a buon fine: utilizzando Edwin Jarvis come pedina per i suoi scopi, Ultron riesce a disattivare i loro sistemi di sicurezza e a sconfiggerli.
Gli Avengers, ormai imprigionati, vengono legati ad una bomba pronta per essere lanciata a Manhattan, fino a quando non riescono a liberarsi grazie all'aiuto di Jarvis e del Cavaliere Nero, e a lottare contro i Signori del Male, che vengono facilmente sconfitti. Ultron riesce tuttavia a mettersi in salvo, iniziando a provare odio nei confronti di chi lo ha creato e della razza umana, da lui ritenuta imperfetta. Ultron continua in seguito ad attaccare il gruppo creando anche un sintezoide, la Visione, lavorando però soltanto per se stesso, proprio come il resto dei Signori del Male, che si sciolgono nuovamente per un periodo indeterminato. I loro componenti continuano dunque le loro carriere criminali solitariamente.

### La terza formazione (Testa d'Uovo)
Negli anni seguenti, il genio criminale Testa d'Uovo assembla un gruppo di Signori del Male composto da Moonstone, Scorpione, Squalo Tigre, Turbine, Scarabeo, Shocker e l'Uomo Radioattivo, per uccidere Henry Pym, da tempo una sua grandissima nemesi.
Elihas Starr riesce a sfruttare la schizofrenia dell'eroe Henry Pym a suo vantaggio, costringendolo a fronteggiare i Vendicatori per rubare dell'adamantio. Calabrone viene arrestato dal gruppo e, poco prima dell'inizio del processo, viene rapito dai Signori del Male, che fanno credere agli Avengers che Pym è un loro membro. Il piano viene svolto alla perfezione e l'ex Ant-Man viene costretto da Starr a lavorare in un laboratorio segreto per ricercare una formula capace di rendere chiunque la possieda immortali. Nel frattempo, Testa d'Uovo induce al lavaggio del cervello un suo alleato, Shocker, per fargli credere che Pym è il vero capo dei Signori del Male: si assicurò inoltre che Shocker venisse catturato dai Vendicatori in modo che, interrogato, rivelasse quanto credeva di sapere sul Calabrone. Quest'ultimo riuscì però ad assemblare delle potenti armi e a sconfiggere da solo, i Signori del Male al gran completo. Nel frattempo anche i Vendicatori scoprono la verità su di lui, capendo così che Pym è innocente. Durante la battaglia finale, Testa d'Uovo viene ucciso per errore da Occhio di Falco. Hank Pym viene in seguito scagionato dagli Avengers, uscendo dalla situazione con la reputazione ripulita dall'infamante accusa, ma abbandonando la sua carriera da supereroe per un lungo periodo.

### La quarta formazione (Barone Zemo II)
Un nuovo gruppo di Signori del Male viene poi costituito dal nuovo Barone Zemo, Helmut Zemo, figlio di Heinrich, composto dall'Uomo Assorbente, Titania, Moonstone, Gargoyle, Mimi Spaventia, dal nuovo Calabrone, Blackout, Mister Hyde, Piledriver, Thunderball, Squalo Tigre, Demolitore, Turbine.
L'alleanza riesce a tenere sott'occhio Ercole e ad appropriarsi della base degli Avengers, torturando il maggiordomo Edwin Jarvis. I Signori del Male riescono ad attuare un piano, capace di sbaragliare tutti i Vendicatori più importanti: riescono a rapire Capitan America ed il Cavaliere Nero, a portare in coma Ercole e ad isolare la sede dei supereroi con i poteri di Blackout dal resto del mondo.
Barone Zemo riesce anche a sfruttare i poteri di Blackout per spedire Capitan Marvel in una dimensione oscura, ma l'eroina riesce a salvarsi grazie all'aiuto di Sudario. Il corpo di Ercole viene poi recuperato dai Vendicatori, che lo portano in ospedale, ma l'Uomo Assorbente e Titania riescono a raggiungerlo. Mentre cercano di attaccarlo, Wasp viene soccorsa dal secondo Ant-Man ed insieme sconfiggono i due criminali, consegnandoli alla polizia. Janet van Dyne, soccorsa poi da Thor, attua un piano per riprendersi la sede dei Vendicatori. Il piano va a buon fine ed il gruppo riesce ad attaccare i Signori del Male e costringendo il nuovo Barone Zemo alla fuga.
La squadra di Wasp riesce a liberare Capitan America e il Cavaliere Nero, precedentemente imprigionati da Zemo, ed il primo riesce a raggiungere Helmut, con la quale inizia lo scontro definitivo. Durante la loro catastrofica lotta, il Barone cade dal cornicione di un palazzo, morendo apparentemente. Gli Avengers riescono a riprendersi la propria base, e i Signori del Male vengono tutti trasportati in prigione. I Vendicatori rimasti, contemplano nel frattempo la distruzione della loro base e di tutto ciò che conteneva, soprattutto i loro ricordi. Questa è stata la prima vittoria dei Signori del Male sui loro avversari.

### Thunderbolts
Dopo essersi senza successo ricostituiti intorno al Dottor Octopus (membri: Uomo Assorbente, Shocker, Titania, Calabrone (Rita DeMara), Gargantua, Jackhammer, Oddball, Powderkeg, e Puff Adder), i Signori del male ritornarono alla carica sotto la guida di Helmut Zemo. Questa volta si trattava di Fixer, Mimi Spaventia, Scarabeo, Golia e Moonstone. Essi approfittarono dell'apparente morte dei Vendicatori causata da Onslaught per spacciarsi per una nuova squadra di supereroi denominati Thunderbolts. Il loro piano era di conquistare la fiducia della popolazione per poi prendere il controllo del mondo intero.
Diversi Thunderbolts, comunque, lasciarono che il seme del bene germogliasse in loro e, quando la loro copertura cadde, continuarono ad agire da eroi, scontrandosi anche più volte con gli ex-alleati Signori del male, a cui si erano aggiunti Aqueduct (era Water Wizard), Bisont, Blackwing, Boomerang, Cardinal, Costrittore, Dragonfly, Anguilla, Icemaster, Joystick, Lodestone, Uomo Scimmia, Quicksand, Scorcher, Shatterfist, Shockwave, Slyde, Sunstroke e Supercharger.
Dopo la vittoria dei Thunderbolts guidati da Occhio di Falco, Crimson Cowl, Cardinal, Cyclone (Pierre Fresson), Man-Killer, Mamba Nera, Skein, Hydro-Man e Machinesmith ricostituirono un'ultima volta i Signori del male. Essi riuscirono a ottenere il controllo di una biotossina che aveva colpito diversi supereroi e che dava potere di vita e di morte su chi ne fosse infetto. Quando scoprirono di esserne però rimasti anch'essi intossicati, molti esponenti lasciarono il gruppo e si schierarono con i Thunderbolts. La tossina fu neutralizzata e i criminali furono tutti catturati.

## Liberatori
La Versione Ultimate dei Signori del male sono i Liberatori che però hanno idee diverse rispetto ai Signori del Male.

## Altri media

### Cartoni animati
- The Marvel Super Heroes (1966)
- I Vendicatori (1999)
- Avengers - I più potenti eroi della Terra (2010)
- Iron Man: Armored Adventures (2010)
- Avengers Assemble (2013)
- Disk Wars: Avengers (2014)
- Future Avengers (2017)

### Videogiochi
- I Signori del male sono comparsi nel videogioco Marvel: La Grande Alleanza. Qui i Signori del Male sono completamente diversi e molto più potenti e pericolosi rispetto alla versione cartacea. Sono formati da tutti i supercriminali più temibili della Marvel, come il Dottor Destino (come leader del gruppo), Loki, Ultron, il Barone Mordo, l'Incantatrice, l'Esecutore, Mefisto, MODOK e Mysterio.
- I Signori del male sono comparsi anche nel videogioco LEGO Marvel's Avengers. Il gruppo dei pericolosi supercriminali è composto dal Barone Helmut Zemo (come leader della squadra), l'Incantatrice, il Cavaliere Nero (Nathan Garrett), l'Esecutore, Melter, l'Uomo Radioattivo e Turbine.